# Arête de l'Argentine
Pour les articles homonymes, voir Argentine (homonymie).
Cet article concerne le sommet des Alpes suisses. Pour le sommet des Alpes françaises, voir Haute-Pointe.
L'arête de l'Argentine, ou simplement l'Argentine, est une montagne des Alpes bernoises, en Suisse, situé dans le canton de Vaud. Elle est composée de trois sommets principaux : le Lion d'Argentine (2 274 m), la Haute Corde (2 326 m) et la Haute Pointe qui culmine à 2 422 m d'altitude.

## Géographie
L'arête de l'Argentine est située entre l'extrémité sud du massif des Diablerets au nord et le Grand Muveran au sud. Sa paroi nord-ouest est appelée « Miroir d'Argentine » en raison de son aspect lisse.